# Romanian Open 2004
Il Romanian Open 2004, conosciuto anche come BCR Open Romania 2004 per ragioni di sponsorizzazione, è stato un torneo di tennis giocato sulla terra rossa. È stata la 12ª edizione del torneo, facente parte della categoria International Series nell'ambito dell'ATP Tour 2004.
Si è giocato all'Arenele BNR di Bucarest in Romania, dal 13 settembre al 19 settembre 2004.

## Campioni

### Singolare
José Acasuso ha battuto in finale  Igor' Andreev con il punteggio di 6–3, 6–0

### Doppio
Lucas Arnold Ker /  Mariano Hood hanno battuto in finale  José Acasuso /  Óscar Hernández con il punteggio di 7–6(5), 6–1